# Cecilia Gralde
Cecilia Gralde, född 25 november 1971 i Kungsängens församling i Stockholms län, är en svensk journalist. Gralde är nyhetsankare vid Aktuellt på SVT.

## Biografi
Gralde avlade en journalistexamen vid JMK, Institutionen för mediestudier 1994. I början av sin karriär arbetade hon blanda annat vid  TT, Mittnytt och Radio Västerbotten. Sedan 1998 arbetar hon på Sveriges Television och har bland annat varit nyhetspresentatör på Rapport och Gomorron Sverige. Sedan 2012 har hon bytt Rapport mot Aktuellt.
Gralde var med och startade SVT 24 där hon även var redaktör samt har tidigare varit utrikesreporter på Rapport och programledare för Studio 24. Gralde var en av programledarna för SVT:s direktsändningar av Nobelfesten 2009 och 2016–2018.
I april 2022 dömde Hovrätten för Västra Sverige en kvinna för olaga hot efter att hon publicerat en bild där ett skjutvapen riktades mot Gralde. Rätten menade att brottet var extra allvarligt eftersom det syftade till att påverka den fria åsiktsbildningen. Kvinnan dömdes till villkorlig dom och 40 dagsböter samt ett skadestånd på 5 000 kronor till Gralde.